# Смерть Супермена
«Смерть Суперме́на» (англ. Hollywoodland — знак Голливуда) — детективная кинодрама Алена Култера 2006 года, посвящённая загадочной гибели актёра Джорджа Ривза. Главные роли исполняют Эдриен Броуди и Бен Аффлек, удостоенный за эту актёрскую работу кубка Вольпи Венецианского кинофестиваля и номинации на премию «Золотой глобус».

## Сюжет
Актёр Джордж Ривз, ставший знаменитым благодаря главной роли в телесериале о Супермене, найден мёртвым в собственном доме. Его мать не верит, что это самоубийство, и нанимает частного детектива Луиса Симо. Симо выясняет, что Ривз был любовником жены директора кинокомпании MGM, и привлекает внимание прессы к странным обстоятельствам гибели актёра. В ходе фильма выдвигается несколько версий: несчастный случай, заказное убийство, самоубийство.

## В ролях
| Актёр          | Роль             |
| -------------- | ---------------- |
| Эдриен Броуди  | Луис Симо        |
| Бен Аффлек     | Джордж Ривз      |
| Дайан Лейн     | Тони Менникс     |
| Робин Танни    | Леонор Леммон    |
| Джеффри ДеМанн | Арт Уайсман      |
| Боб Хоскинс    | Эдди Менникс     |
| Лоис Смит      | Хелен Бессоло    |
| Джо Спано      | Говард Стриклинг |

## Съёмочная группа
- Режиссёр: Ален Култер
- Продюсер: Глен Уильямсон
- Автор сценария: Пол Бернбаум
- Оператор: Джонатан Фримен
- Композитор: Марсело Зарвос

## Создание фильма
Джорджа Ривза должны были играть Хью Джекман или Кайл Маклахлен, а Луиса Симо — Бенисио дель Торо или Хоакин Феникс. Фильм стал режиссёрским дебютом в большом кино для Алена Култера, который до этого много снимал для телевидения. Бен Аффлек внимательно отнёсся к своей роли: «На нас с режиссёром Алленом Култером лежала огромная ответственность: нам предстояло понять, что он был за человек, чтобы я мог сыграть его максимально достоверно. Поэтому я перелопатил кучу информации, был крайне внимателен ко всем деталям. К счастью, про Ривза очень много написано. К тому же я посмотрел 104 серии сериала „Супермен“, много его фильмов, даже „Унесённые ветром“, где он сыграл совсем маленькую роль. Всё это мне очень помогло».

## Награды
- 2006 — Кубок Вольпи за лучшую мужскую роль Венецианского кинофестиваля Бену Аффлеку